# Ли Скотт
Ли Скотт (полное имя — Ли-Скотт-Эндрю Слоунер (англ. Leigh Scott Andrew Slawner), род. 18 февраля 1972 (1975?) года в Милуоки, штат Висконсин, США) — американский сценарист, режиссёр, актёр и продюсер кино.

## Биография
Ли Скотт родился в городе Милуоки, штат Висконсин, и был старшим из троих детей в семье. В 1990 он переехал в Лос-Анджелес, где начал учиться в Школе киноискусств Университета Южной Калифорнии. После выпуска в 1994 году, начал работать на студии Роджера Кормана Concorde Pictures, где получил навыки снимать малобюджетное кино и фильмы без финансирования. Покинув студию, начал работать самостоятельно. Первые картины, Beach House и Art House, в производстве которых он был задействован как продюсер, режиссёр и актёр, прошли незамеченные и финансового успеха не принесли.
После небольшого перерыва в карьере вернулся в Лос-Анджелес и начал работать в независимой кинокомпании The Asylum, где за два года создал более 15 фильмов. Стал известен тем, что отвечал на критику на IMDb — крупнейшем интернет-ресурсе, посвящённом кино.
Руководит компанией по производству фильмов Imaginarium Studios, находящейся в Коннектикуте.